# Placa gráfica Hércules

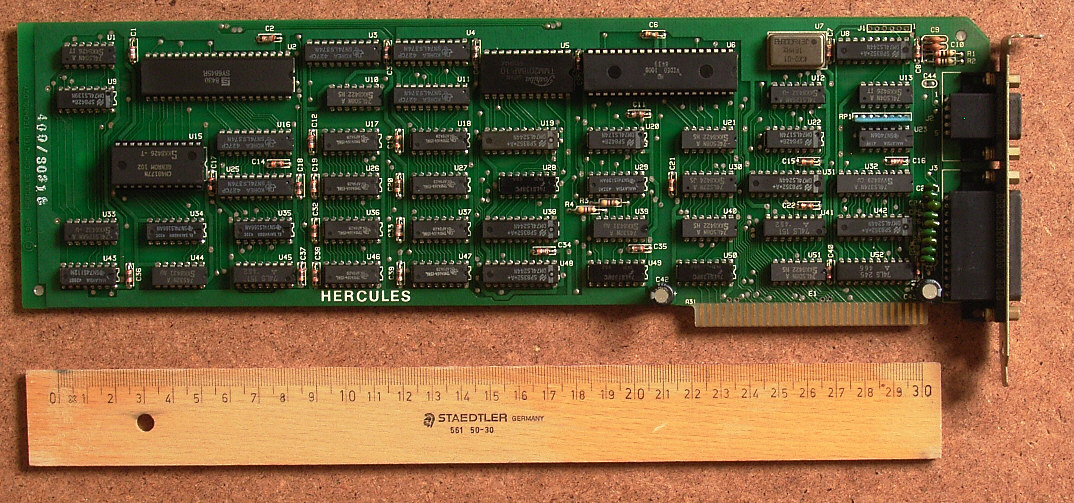
Placa gráfica Hércules (1984) com uma porta de impressora adicional.

A Placa gráfica Hércules (HGC) foi uma placa de vídeo a qual, graças à sua popularidade, tornou-se um padrão de vídeo vastamente suportado. Era bastante comum que fosse encontrada em máquinas compatíveis com o IBM-PC, conectados a um monitor monocromático de fósforo (verde, âmbar, azul ou, com menos frequência, preto-e-branco). Ele suportava um modo de texto em alta resolução e um único modo gráfico.

## Características
Seu modo texto monocromático podia exibir 80×25 caracteres e era compatível com MDA. Como tal, renderizava os caracteres numa matriz de 9×14 píxeis, dos quais 7×11 constituíam o caractere propriamente dito (os outros píxeis eram usados para os espaços entre as colunas e linhas). Isto representava uma exibição de texto muito mais clara do que a oferecida pela placa CGA (contra a qual a placa Hércules competia). O total teórico da resolução deste modo texto era de 720×350 píxeis. Este número é obtido multiplicando a largura do caractere (9 píxeis) pelo número máximo de colunas na tela (80) e multiplicando a altura do caractere (14 píxeis) pelo número de linhas de texto (25). Todavia, no modo de texto compatível MDA, estes píxeis não eram endereçados individualmente.
Os gráficos monocromáticos das placas Hércules simplesmente tornavam todos os píxeis endereçáveis diretamente. Contudo, isto era traduzido não numa resolução de 720×350, mas somente de 720×348 píxeis (com 1 bit por pixel) visto que, por razões técnicas, a altura da tela tinha de ser um múltiplo de quatro.
Sua provisão de um modo texto de alta qualidade compatível com MDA em combinação com modo gráfico de (para a época) alta resolução (bem como preços competitivos), tornaram a placa Hércules extraordinariamente popular nos primeiros dias dos PCs. A existência de drivers e TSRs de emulação de CGA, os quais permitiam que utilizadores de Hércules rodassem programas escritos para os modos gráficos padrão das placas CGA (embora apenas em modo monocromático, sem cor real), pode ter sido um fator que contribuiu para seu sucesso, especialmente porque a programação do modo gráfico nativo das placas Hércules era de certo modo atrapalhado pelo facto de que não havia suporte nem do BIOS nem padronização por parte da IBM — afinal, a HGC era uma tecnologia competidora!
Muito depois de sua estreia, a placa Hércules continuou a ser popular para aplicativos especialistas, tais como alguns programas para debugger e CAD, porque ela podia ser usada para conectar um monitor secundário junto com outro adaptador gráfico (colorido). Alguns programas detectavam a HGC e usavam o vídeo monocromático para armazenamento de dados extras enquanto rodavam o aplicativo numa outra tela — por exemplo, uma área de trabalho CAD podia ser exibida na tela principal (não-Hércules) enquanto uma lista dos comandos de desenho era exibida na tela monocromática da HGC.

## Histórico
A placa Hércules foi desenvolvida em 1982 por Van Suwannukul, fundador da Hercules Computer Technology. O sistema foi originalmente criado por iniciativa de Suwannukul para que ele pudesse trabalhar em sua tese de doutorado num IBM-PC usando o alfabeto Thai (sua língua nativa).

## Especificações técnicas
A placa Hércules suportava duas páginas gráficas de 32 KB cada, uma no endereço  B0000h e outra no endereço B8000h. A segunda página podia ser habilitada ou desabilitada por software; quando era desabilitada, os endereços usados pela placa não se sobrepunham aos dos usados pelos adaptadores coloridos, tais como os CGA ou VGA. O fato de que estes endereços não conflitavam uns com os outros, tornavam a operação de duas telas possível, simplesmente através da instalação de uma placa Hércules junto a um (por exemplo) adaptador VGA.
A Hércules também fez uma placa CGA-compatível, a Hercules Color Card ("Placa colorida Hércules"), a qual podia coexistir com uma HGC monocromática e ainda permitia que ambas as páginas gráficas fossem usadas. Ela detectava quando a segunda página gráfica era selecionada e desabilitava o acesso à sua própria memória, a qual, de outro modo, ocuparia os mesmos endereços.

## Placas Hércules posteriores
O padrão HGC estendeu-se para duas placas posteriores:
- A Hercules Graphics Card Plus (Junho de 1986) permitia o uso de fontes definidas pelo utilizador no modo texto 80×25.[7]
- A Hercules InColor Card (Abril de 1987) incluía capacidades de cor similares à EGA, com 16 cores de uma paleta de 64. Ela manteve os mesmos dois modos — texto em 80×25 e gráficos em 720×348.[8]